# Semotrachia emilia
Semotrachia emilia är en snäckart som beskrevs av Alan Solem 1993. Semotrachia emilia ingår i släktet Semotrachia och familjen Camaenidae. Inga underarter finns listade i Catalogue of Life.